# Šećerna kiselina
Šećerne kiseline su monosaharidi sa karboksilnom grupom.
Glavne klase šećernih kiselina su:
- Aldonske kiseline, kod kojih je aldehidna funkcionalna grupa aldoze oksidovana
- Aldulozonske kiseline, kod kojih je prva hidroksilna grupa 2-ketoza oksidovana čime se kreira α-ketokiselina.
- Uronske kiseline, u kojima je terminalna hidroksilna grupa aldoze ili ketoze oksidovana
- Aldarne kiseline, kod kojih su ova kraja aldoze oksidovana

|  |  |  |  |

## Primeri
Primeri šećernih kiselina:
- Aldonske kiseline
  - Glicerinska kiselina (3C)
  - Ksilonska kiselina (5C)
  - Glukoniska kiselina (6)
  - Askorbinska kiselina[2] (6C, unsaturated lactone)
- Aldulozonske kiselina
  - Neuraminska kiselina (5-amino-3,5-dideoski--glicero--galakto-non-2-ulozonsla kiselina)
  - Ketodeoksioktulozonska kiselina (KDO ili 3-deoksi--mano-okt-2-ulozonska kiselina)
- Uronske kiseline
  - Glukuronska kiselina (6)
  - Galakturonska kiselina (6)
  - Iduronska kiselina (6)
- Aldarne kiselina
  - Tartarna kiselina (4C)
  - meso-Galaktarna kiselina (Mucinska kiselina) (6)
  - -Glukarinska kiselina (Saharinska kiselina) (6)

## Literatura
- Robyt, J.F. (1998). Essentials of carbohydrate chemistry. New York: Springer. ISBN 978-0-387-94951-2.

## Spoljašnje veze
- Sugar+Acids на 